# Bombardement d'Alger (1783)
Pour les articles homonymes, voir Bombardement d'Alger.
Conflits algéro-hispaniques
Le bombardement d'Alger de 1783 est une opération militaire espagnole menée en 1783 par Antonio Barcelo. Elle a lieu du 29 juillet au 9 août 1783 et se solde par un échec espagnol face à la défense de la ville d'Alger. L'escadre espagnole composée de 4 vaisseaux de ligne et de 6 frégates n'inflige pas de dégâts significatifs à la ville et doit se replier.

### Sources et bibliographie
- Mahfoud Kaddache, L'Algérie des Algériens, Alger, EDIF2000, 2009 (1re éd. 1982), 786 p. (ISBN 978-9961-9-6621-1)
- Mouloud Gaïd, L'Algérie sous les Turcs, Maison tunisienne de l'édition, 1er janvier 1975 (lire en ligne)
- (en) John Pinkerton, A general collection of the best and most interesting voyages and travels in all parts of the world, vol. 5, Londres, 1809 (lire en ligne)